# Elena Georgescu
Elena Georgescu est une rameuse roumaine, née le 10 avril 1964.

## Palmarès

### Jeux olympiques
- 2008 à Pékin,  Chine
  -  Médaille de bronze en huit barré
- 2004 à Athènes,  Grèce
  -  Médaille d'or en huit barré
- 2000 à Sydney,  Australie
  -  Médaille d'or en huit barré
- 1996 à Atlanta,  États-Unis
  -  Médaille d'or en huit barré
- 1992 à Barcelone,  Espagne
  -  Médaille d'argent en huit barré

### Championnats du monde d'aviron
- 2007 à Munich,  Allemagne
  -  Médaille d'argent en huit barré
- 2003 à Milan,  Italie
  -  Médaille d'argent en huit barré
- 1999 à Saint Catharines,  Canada
  -  Médaille d'or en huit barré
- 1998 à Cologne,  Allemagne
  -  Médaille d'or en huit barré
- 1997 à Aiguebelette,  France
  -  Médaille d'or en huit barré
- 1991 à Vienne,  Autriche
  -  Médaille de bronze en huit barré
- 1990 à Barrington,  Australie
  -  Médaille d'or en huit barré

### Championnats d'Europe d'aviron
- 2007 à Poznań,  Pologne
  -  Médaille d'or en huit barré